# Catephia sciras
Catephia sciras là một loài bướm đêm trong họ Erebidae.